# Heartbound (videojuego)
Heartbound es un videojuego de rol desarrollado por el programador independiente Pirate Software. El juego gira en torno a un chico que lidia con depresión, ansiedad, y miedo que se embarca en un viaje a través de distintos sitios en busca de su perro, Baron. La narrativa cambia con distintos caminos y finales, que cambian dependiendo de como interactúe el jugador con su entorno, otros personajes y el sistema de combate. Cada elección o interacción tiene el potencial de cambiar el juego añadiendo diálogos, encuentros u objetos interactivos al mundo.
Se lanzó una versión alfa del juego para Microsoft Windows, MacOS y Linux en noviembre de 2016 para Steam Greenlight. El juego obtuvo el visto bueno de la comunidad en diez días y recibió suficiente apoyo para alcanzar lo más alto de la lista en la plataforma en ese periodo de tiempo. Se lanzó una versión beta para Microsoft Windows, MacOS, yLinux en febrero de 2017 junto con una campaña de Kickstarter. Dicha campaña cumplió su objetivo en las primeras 24 horas y el juego se encuentra en desarrollo para la versión final.
En un principio estaba programado que se lanzara al completo en diciembre de 2017, pero ahora se ha planteado lanzarlo en secciones; lanzándose una versión early access en diciembre de 2018 a la que se irá añadiendo contenido con el tiempo a través de parches.

## Jugabilidad
Heartbound es un juego de rol que toma prestadas muchas convenciones de otros géneros de videojuegos. El progreso se logra mediante la exploración y las elecciones del jugador, cómo interactúe este con el mundo da forma al mundo y a la historia, así como al entorno durante el resto de la partida. Según el sitio web de Pirate Software:
Cada vez que interactúas con un objeto, hablas con un NPC, se te olvida apagar un interruptor, sacar la basura o no tienes en cuenta un arbusto brillante del juego, este lo recuerda y cambiará sutilmente futuras interacciones. La mejor parte de este diseño es que ya funciona y se encuentra en versiones actuales del juego. Tanto los cambios grandes como los pequeños se manifestarán durante la partida y darán a la comunidad algo que compartir con el otro. Todo lo que hagas importa sin tener en cuenta qué jugador eres o escojas ser.

## Juego de realidad alternativa
Hay un conjunto de puzles criptográficos que pueden resolverse fuera de Heartbound, están disponibles en la página web del juego. Dichos puzles aportan más historia y una narrativa alternativa que es paralela al juego. Completar partes del Juego de realidad alternativa (en inglés Alternate Reality Game, ARG) puede presagiar o desbloquear contenido del juego adicional.

## Combate

Una captura de pantalla de una partida de Heartbound en la que se muestra a Lore combatir un enemigo llamado Barghest en un minijuego de memorización. La salud de Lore está visiblemente baja.

Heartbound no tiene un sistema tradicional de niveles, experiencia o consumibles; todo se basa en la habilidad y el combate puede cambiar en función de las acciones del jugador y de su relación con otros. Se puede encontrar equipamiento a lo largo del mundo, lo que aumenta el daño de Lore y su vida máxima. Cada enemigo tiene minijuegos únicos que no se pueden encontrar en ninguna otra parte del juego. No hay batallas aleatorias, y el número de encuentros que pueden evitarse se basa en función del progreso del jugador.

## Desarrollo
Hall menciona a Secret of Mana, EarthBound (y la serie Mother), Wario Ware, Secret of Evermore, y 1057 como fuentes de inspiración para Heartbound.
En un comienzo se dio el visto bueno a Heartbound en Steam en diciembre de 2016, se programó su lanzamiento para Steam en early access en 2017. Tras ello, Pirate Software lanzó una campaña de Kickstarter del juego el 24 de febrero del 2017, que cumplió su meta de financiación en menos de dos días y terminó el 26 de marzo recaudando 19,272 $de su meta de 5,000 $. Casi un año después se lanzó Heartbound en early access en Steam el día de Navidad de 2018, con los primeros cinco actos del juego y una expansión del juego de realidad alternativa.
Durante los cinco años siguientes, el desarrollo de Heartbound continúa, retransmitiendo en directo una gran parte de ello en el canal de Twitch. Debido al aumento de alcance que trajo consigo las metas de las campañas de Kickstarter, así como el efecto de la COVID-19 en los miembros del estudio a comienzos del 2020, el juego sigue sufriendo abundantes retrasos, aunque sigue en desarrollo activo a fecha de julio de 2022. Para calmar la inquietud de los mecenas por el largo proceso de desarrollo del título, el estudio empezó a publicar vídeos de actualización mensuales en 2022.

## Acogida
Los lanzamientos alfa y beta de Heartbound tuvieron una muy buena acogida, tanto IGN como Game Skinny han mostrado su interés en el enfoque que está tomando el juego. [cita requerida]
Actualmente, el juego ostenta el segundo puesto de mejor lanzamiento indie de Game Jolt.
Debido a las similitudes mecánicas y visuales con Undertale, se han hecho gran cantidad de comparaciones entre ambos juegos que han llevado a la polémica.
La discográfica para videojuegos Materia Collective publicó una versión preliminar de la banda sonora del compositor Stijn van Wakeren el 13 de julio de 2018.[cita requerida]